# Simone Grossrieder
Simone Laura Grossrieder (* 15. Februar 1989) ist eine Schweizer Politikerin (Grüne).

## Leben
Simone Grossrieder machte eine Ausbildung zur Kauffrau und arbeitet bei einem im Bereich Weiterbildungen tätigen Start-up. Sie studiert Organisationsentwicklung und Change-Leadership. Simone Grossrieder ist Mutter von drei Kindern und lebt in Schmitten.

## Politik
Simone Grossrieder wurde bei den Wahlen 2021 in den Grossen Rat des Kantons Freiburg gewählt. Sie ist als Stimmenzählerin Mitglied des Büros des Grossen Rates.
Simone Grossrieder ist Vorstandsmitglied der Grünen Kanton Freiburg. Sie war Co-Präsidentin und ist seit 2021 Präsidentin der Grünen Sense. Simone Grossrieder ist Präsidentin des Elternrates der Orientierungsschule Düdingen.